# Neoperla lii
Neoperla lii är en bäcksländeart som beskrevs av Du 1999. Neoperla lii ingår i släktet Neoperla och familjen jättebäcksländor. Inga underarter finns listade i Catalogue of Life.